# Serra-di-Ferro
Serra-di-Ferro é uma comuna francesa na região administrativa de Córsega, no departamento de Córsega do Sul. Estende-se por uma área de 32 km². 